# Bobby Orlando
Robert Philip Orlando, meglio conosciuto come Bobby Orlando o Bobby O (New York, 1958), è un produttore discografico e musicista statunitense.

## Biografia
Nato a Westchester e figlio di un insegnante di New York, Orlando rifiutò di adattarsi allo stile classico della scuola musicale a cui era iscritto. Fin dall'inizio dimostrò interesse per altri generi, fra cui il glam rock. Nei primi anni '70 cambiò i suoi interessi musicali nella disco e, poco dopo, fondò la sua etichetta discografica "O" Records.

## Carriera musicale
Bobby Orlando è un produttore discografico di primo ordine nel suo genere: molte delle sue produzioni (anche per altri artisti) sono scritte, arrangiate ed eseguite da lui. Durante gli anni '80 scrisse e produsse oltre un centinaio di brani musicali, per la maggior parte pubblicati sotto la sua etichetta. Sempre negli anni ottanta fu possibile ascoltare le sue produzioni anche in altre etichette, fra cui Bobcat Records, Memo Records, Telefon Records, MenoVision Records, Beach Records, Plastic Records, Eurobeat Records, Obscure Records, Beat Box Records, Riovista Records, Intelligent Records, Basic Records, Knowledge Records e altre ancora. Verso la fine del decennio, all'apice del suo successo, si fermò nel produrre altro materiale.
Orlando è additato come uno dei padri fondatori del genere Hi-NRG; le sue produzioni sono facilmente identificabili grazie al suo massiccio uso di tastiere, drum machines, bassi elettronici e percussioni. In molte sue creazioni fu Orlando stesso a suonare gli strumenti musicali, quali tastiere, chitarre, batterie, percussioni e sassofono. Ad ogni modo il suo tocco tipico sono le percussioni e le sequenze robotiche che si possono sentire anche nei suoi più grandi successi She Has A Way, The Best Part Of Breakin' Up e Native Love.
Come propria carriera musicale, Orlando ottenne grande successo con le sue hit She Has A Way e I'm So Hot for You. Creò il gruppo delle The Flirts, sue ex coriste, alle quali scrisse e produsse successi internazionali come Passion, Danger e Helpless. Altra prolifica unione musicale è quella con Divine, con il quale ottenne successi mondiali con Native Love (Orlando unico musicista e corista), Love Reaction e Shoot Your Shot. Orlando è anche famoso per aver dato vita ai The Fast, successivamente diventati Man 2 Man.
Nel 1983 l'allora assistente editore della Smash Hits Neil Tennant (membro dei Pet Shop Boys assieme a Chris Lowe) ebbe l'occasione di intervistare i The Police: rifiutò per poter intervistare Orlando. I Pet Shop Boys erano grandi fan di Orlando (Lowe era rimasto innamorato del brano Passion delle The Flirts) e furono particolarmente entusiasti di potersi far produrre da Orlando. Orlando produsse loro diverse canzoni, fra cui la prima versione di West End Girls.
I testi composti da Orlando girano attorno a tematiche quali 'amore non corrisposto', 'dispiaceri privati' e 'visione della verità'. Molti suoi dischi, tutti pubblicati in vinile, hanno acquisito alto valore commerciale, tanto da essere venduti per centinaia di dollari. La sua musica compare anche in alcuni film: A Nightmare on Elm Street 2: Freddy's Revenge, Wigstock: The Movie, Kiss Kiss Bang Bang, La ragazza di San Diego, Dark Mirror, Flying, High Risk, Rappin, Underground e altri ancora.
L'influenza musicale di Orlando è presente in molti artisti, i quali attribuiscono ad Orlando gran parte della loro maggiore ispirazione.

## Attività recenti
La sua ultima produzione, negli anni ottanta, risale al 1985. Orlando ricompare nel 2005 con l'album Outside The Inside e con altri due album nel 2010 (Bright Nothing World) e 2011 (Social Contract Theory).

## Discografia parziale
- She Has A Way (1982)--Bobby O
- I'm So Hot for You (1982)--Bobby O
- Passion (1982)--The Flirts
- Native Love (1982)--Divine
- Einstein (1984)--The Beat Box Boys
- Shoot Your Shot (1982)--Divine
- West End Girls (1984)--Pet Shop Boys
- Danger (1983)--The Flirts
- "10 cents a Dance" (1982)--The Flirts
- Freedom In An Unfree World (1983)--Bobby O (album)
- One Two Three (1983)(album) (include i brani "Another Knife In My Back" and "Runaway")
- Bobby O & His Banana Republic (1985) (album)(include i brani "A Man Like Me" e "Whisper To A Scream")
- Outside the Inside (2005)--Bobby O (album)
- Bright Nothing World (2010)--Bobby O (album)
- Social Contract Theory (2011)--Bobby O (album)

## Altri pseudonimi utilizzati da Orlando nelle sue produzioni
One Two Three (per i brani Another Knife In My Back e Runaway), The Now, Hippies with Haircuts, e Barbie & the Kens (per il brano Just a Gigolo). Altri suoi nomi usati furono Ian Darby, The Beat Box Boys, Spooge Boy, Donald Dust, Something/Anything, New Breed, Jonny Bankcheck, Hotline, Banana Republic, Oh Romeo, Teenrock, Divine, The New York Models, Girly, Barbie & the Kens, Wow, 1 plus 1, The He Man Band, The Boyd Brothers, Nancy Dean, Tony Caso, Ian Darby with Ya Ya, Cha Cha featuring Don Diego, Miss Kimberly, Yukihoro Takanawa, This is House, Joy Toy, Dressed To Kill, Band Of South, Dynasty featuring Dexter D, The Now, Darlene Down, The Fem-Spies, Gangsters of House, Girls Have Fun, Zwei Maenner, Gomez Presley, Gringo Lopez, Eric, Patty Phillipe, Malibu, Lilly & the Pink, Miss Tammi Dee, Mc Fritz and the P-Rockers, Charlene Davis, Claus V, Ronnie Goes to Liverpool, The Bang Gang, Bubba and The Jack Attack, Fascination, Free Enterprise, Sandra Ford, Future Generation, Citrus, The College Boys, Condo, The Bigalows, Free Expression, Lola, Lifestyle, I Spies, Latin 1, Kinski Music, Gina Desire, Beachfront, Vision 1 and others. Other aliases of Bobby Orlando include C. Shore, Cha Cha Garcia, Klaus Vogel, Mein, B. Banora, Yuki, e Gato Perro.